# Dance-rock
Genres associés
Dance-punk
Le dance-rock (ou dance-oriented rock) est un genre musical qui incorpore des éléments de rock et de dance.

## Définition et caractéristiques
Dans son livre Christgau's Record Guide: The '80s (1990), le critique musical américain Robert Christgau décrit une « fusion post-punk/post-disco » comme l'un des genres musicaux clés des années 1980,. Il appelle cette fusion « dance-oriented rock » (ou DOR),, un terme employé par les disc jockeys des années 1980.
Le site musical AllMusic décrit quant à lui le dance-rock comme un genre des années 1980 et 1990 influencé plus ou moins directement par le funk, le disco et la Philly soul. Il regroupe des artistes tels que Gang of Four et A Certain Ratio, plutôt orientés funk, mais aussi Robert Palmer ou Hall and Oates, qui sont quant à eux plus orientés pop. Les artistes de dance-rock utilisent des synthétiseurs et des boîtes à rythmes ou la formule guitare-basse-batterie, comme la plupart des autres groupes de rock des années 1980. Les chansons de ces groupes sont cependant interprétées de façon à pouvoir être danser dessus, notamment à travers des refrains ou des accroches simples et répétitifs, mais aussi via la publication de maxi 45 tours distribués en marque blanche avec des remixes dance en face B.

## Histoire
Au milieu des années 1970, des artistes tels que les Rolling Stones, David Bowie, Rod Stewart et Queen incorporent des sonorités et rythmes funk ou disco au niveau de leur musique. À mesure que la décennie progresse, le disco perd en popularité ; le rock reprend le dessus en 1979 tandis que la new wave se popularise.
Au début des années 1980, les magazines spécialisés dans l'industrie musicale commencent à évoquer le terme de « dance-oriented rock », du fait que des groupes comme Blondie ou Talking Heads voient certaines de leur chansons apparaître sur les playlists de discothèques. Rock Lobster et Planet Claire des B-52's rencontrent d'ailleurs un franc succès dans les boîtes de nuits américaines. Duran Duran, INXS, Pet Shop Boys, ABC, Eurythmics, The B-52's, Depeche Mode et New Order, qui associent tous rock et musique dance au niveau de leur musique, figurent alors parmi les artistes alternatifs les plus populaires des années 1980.
À la fin de la décennie, le groupe indépendant Primal Scream décide d'opter pour un son dance-rock influencé par l'acid house. Le changement de genre musical profite au groupe, puisque le single Loaded (1990) atteint la 16e place des classements singles britanniques, tandis que l'album sur lequel il figure, Screamadelica (1991), est un succès commercial très bien accueilli par la presse musicale. Come Together, Higher Than the Sun et Don't Fight It, Feel It, d'autres singles également orientés dance-rock, sont publiés dans les 18 mois qui suivent la parution de Loaded.
En 1991, les singles des groupes EMF et Jesus Jones rencontrent le succès aux États-Unis. Unbelievable d'EMF connaît d'abord le succès au Royaume-Uni à la fin de l'année 1990. Le 20 juillet de l'année suivante, le single atteint la 1re place du Billboard Hot 100. L'album Schubert Dip, également un succès commercial, atteint quant à lui la 12e place du Billboard 200,. Un autre single issu de l'album, Lies, se classe à la 18e place du Billboard Hot 100 le 23 novembre,. Le groupe Jesus Jones rencontre le succès avec les singles Right Here, Right Now et Real Real Real, classés respectivement 2e et 4e dans le Billboard Hot 100. L'album Doubt atteint la première place des classements albums alternatifs et y reste six semaines consécutives, tandis qu'il se classe 1er au Royaume-Uni. Il atteint également la 25e place du Billboard 200. Toujours en 1991, U2 publie Achtung Baby, un album clé dans l'histoire du dance-rock selon AllMusic, qui reflète alors l'intérêt du groupe pour la musique dance.
En 2004, plusieurs groupes mêlant dance et rock comme Scissor Sisters, Franz Ferdinand, Interpol et The Killers rencontrent le succès au niveau international. Leurs chansons passent régulièrement dans les boîtes de nuit, à la télévision et à la radio. Plusieurs artistes de dance-rock sont nommés pour la 47e cérémonie des Grammy Awards en décembre de cette année.